# Сан-Марино на Европейских играх 2019
Сан-Марино принимала участие на II Европейских играх, которые прошли с 21 по 30 июня 2019 года в Минске. Страна была представлена 5 спортсменами в 3 видах спорта.

## Участие
На этих играх Сан-Марино представлен в 3 видах спорта 5 спортсменами.
| №            | Вид спорта       | Мужчины | Женщины | Общее кол-во |
| ------------ | ---------------- | ------- | ------- | ------------ |
| 1            | Стрельба из лука | 1       | 0       | 1            |
| 2            | Стрельба         | 1       | 1       | 2            |
| 3            | Борьба           | 2       | 0       | 2            |
| Общее кол-во | Общее кол-во     | 4       | 1       | 5            |

## Медали
| Бронза |            |                                    |         |
| №      | Спортсмены | Вид спорта (дисциплина)            | Дата    |
| 1      | Майлз Амин | Вольная борьба (до 86 кг, мужчины) | 26 июня |